# Lista di compagnie aeree di bandiera
Una compagnia aerea di bandiera può essere definita come quella compagnia aerea in cui il proprietario o l'azionista di maggioranza è lo stato in cui essa è basata.

## Elenco
Questa lista contiene le attuali compagnie aeree di bandiera. Ci sono anche nazioni che ne hanno più di una. La compagnia più grande è la Lufthansa.
Questa lista è suscettibile di variazioni e potrebbe essere incompleta o non aggiornata.

| Nazione                   | Compagnia aerea                       | % di proprietà statale |
| ------------------------- | ------------------------------------- | ---------------------- |
| Afghanistan               | Ariana Afghan Airlines                | 100%                   |
| Albania                   | Air Albania                           | 51%                    |
| Algeria                   | Air Algérie                           | 100%                   |
| Angola                    | TAAG Angola Airlines                  | 100%                   |
| Antigua e Barbuda         | LIAT20                                | 30%                    |
| Antille Olandesi          | Windward Islands Airways              | 100%                   |
| Arabia Saudita            | Saudia                                | 100%                   |
| Argentina                 | Aerolíneas Argentinas                 | 100%                   |
| Armenia                   | Armenia Airways                       | 51%                    |
| Aruba                     | Aruba Airlines                        | 0%                     |
| Australia                 | Qantas                                | 0%                     |
| Austria                   | Austrian Airlines                     | 39,7%                  |
| Azerbaigian               | Azerbaijan Airlines                   | 100%                   |
| Bahamas                   | Bahamasair                            | 100%                   |
| Bahrein                   | Gulf Air                              | 100%                   |
| Bangladesh                | Biman Bangladesh Airlines             | 100%                   |
| Belgio                    | Brussels Airlines                     | 0%                     |
| Belize                    | Belize Airways                        | 0% (chiusa nel 1980)   |
| Benin                     | Benin Airlines                        | 0%                     |
| Bhutan                    | Drukair                               | 100%                   |
| Bielorussia               | Belavia Belarusian Airlines           | 100%                   |
| Birmania                  | Myanma Airways                        | 100%                   |
| Bolivia                   | Boliviana de Aviación                 | 100%                   |
| Bosnia ed Erzegovina      | B&H Airlines                          | 0% (chiusa nel 2015)   |
| Botswana                  | Air Botswana                          | 100%                   |
| Brasile                   | LATAM Airlines Brasil                 | 0%                     |
| Brunei                    | Royal Brunei Airlines                 | 100%                   |
| Bulgaria                  | Bulgaria Air                          | 100%                   |
| Burkina Faso              | Air Burkina                           | 10%                    |
| Burundi                   | Burundi Airlines                      | 92%                    |
| Cambogia                  | Air Cambodia                          | 100%                   |
| Camerun                   | Camair-Co                             | 100%                   |
| Canada                    | Air Canada                            | 0%                     |
| Capo Verde                | Cabo Verde Airlines                   | 100%                   |
| Ciad                      | Toumaï Air Tchad                      | 25%                    |
| Cile                      | LATAM Airlines Chile                  | 0%                     |
| Cina                      | Air China                             | 53,1%                  |
| Cipro                     | Charlie Airlines                      | 0%                     |
| Cipro del Nord            | Fly Kıbrıs Airlines                   | 0%                     |
| Colombia                  | Avianca                               | 100%                   |
| Comore                    | Comores Aviation International        | 0%                     |
| Corea del Nord            | Air Koryo                             | 100%                   |
| Corea del Sud             | Korean Air                            | 0%                     |
| Costa d'Avorio            | Air Côte d'Ivoire                     | 0%                     |
| Costa Rica                | Avianca Costa Rica                    | 0%                     |
| Croazia                   | Croatia Airlines                      | 98,36%                 |
| Cuba                      | Cubana de Aviación                    | 100%                   |
| Danimarca                 | Scandinavian Airlines Danmark (SAS)   | 50%                    |
| Ecuador                   | TAME                                  | 100% (chiusa nel 2020) |
| Egitto                    | EgyptAir                              | 100%                   |
| El Salvador               | Avianca El Salvador                   | 0%                     |
| Emirati Arabi Uniti       | Emirates                              | 100%                   |
| Emirati Arabi Uniti       | Etihad Airways                        | 100%                   |
| Eritrea                   | Eritrean Airlines                     | 100%                   |
| Estonia                   | Nordica                               | 100% (chiusa nel 2024) |
| Etiopia                   | Ethiopian Airlines                    | 100%                   |
| Fær Øer                   | Atlantic Airways                      | 100%                   |
| Figi                      | Fiji Airways                          | 51%                    |
| Filippine                 | Philippine Airlines                   | 4,26%                  |
| Finlandia                 | Finnair                               | 59,48%                 |
| Francia                   | Air France                            | 17,8%                  |
| Gabon                     | Fly Gabon                             | 0%                     |
| Gambia                    | Gambia Bird                           | 100% (chiusa nel 2014) |
| Georgia                   | Georgian Airways                      | 0%                     |
| Germania                  | Lufthansa                             | 20%                    |
| Ghana                     | Ghana Airways                         | 100% (chiusa nel 2005) |
| Giamaica                  | Caribbean Airlines                    | 16%                    |
| Giappone                  | Japan Airlines                        | 0%                     |
| Gibuti                    | Air Djibouti                          | 62,5%                  |
| Giordania                 | Royal Jordanian                       | 29%                    |
| Grecia                    | Aegean Airlines                       | 100%                   |
| Grenada                   | Grenada Airways                       | 0% (chiusa nel 1987)   |
| Groenlandia               | Air Greenland                         | 81,25%                 |
| Guadalupa                 | Air Caraïbes                          | 10%                    |
| Guatemala                 | Avianca Guatemala                     | 25%                    |
| Guernsey                  | Aurigny Air Services                  | 25%                    |
| Guinea                    | Air Guinée                            | 0% (chiusa nel 2002)   |
| Guinea-Bissau             | Air Bissau                            | 50% (chiusa nel 1998)  |
| Guinea Equatoriale        | CEIBA Intercontinental                | 0%                     |
| Guyana                    | Caribbean Airlines                    | 0%                     |
| Guyana francese           | Air Guyane Express                    | 0% (chiusa nel 2023)   |
| Haiti                     | Sunrise Airways                       | 0%                     |
| Honduras                  | Avianca Honduras                      | 0%                     |
| Hong Kong                 | Cathay Pacific                        | 6,08%                  |
| India                     | Air India                             | 100%                   |
| Indonesia                 | Garuda Indonesia                      | 100%                   |
| Iran                      | Iran Air                              | 100%                   |
| Iraq                      | Iraqi Airways                         | 100%                   |
| Irlanda                   | Aer Lingus                            | 25,1%                  |
| Islanda                   | Icelandair                            | 0%                     |
| Isole Cayman              | Cayman Airways                        | 100%                   |
| Isole Marshall            | Air Marshall Islands                  | 100%                   |
| Isole Salomone            | Solomon Airlines                      | 100%                   |
| Israele                   | El Al                                 | 20%                    |
| Italia                    | ITA Airways                           | 59%                    |
| Kazakistan                | Air Astana                            | 51%                    |
| Kenya                     | Kenya Airways                         | 22%                    |
| Kirghizistan              | Asman Airlines                        | 81%                    |
| Kiribati                  | Air Kiribati                          | 100%                   |
| Kuwait                    | Kuwait Airways                        | 100%                   |
| Laos                      | Lao Airlines                          | 100%                   |
| Lesotho                   | Air Lesotho                           | 100% (chiusa nel 1999) |
| Lettonia                  | AirBaltic                             | 52,6%                  |
| Libano                    | Middle East Airlines                  | 99,37%                 |
| Liberia                   | Lone Star Air                         | 0%                     |
| Libia                     | Libyan Airways                        | 100%                   |
| Lituania                  | FlyLal                                | 0% (chiusa nel 2009)   |
| Lussemburgo               | Luxair                                | 23,1%                  |
| Macao                     | Air Macau                             | 5%                     |
| Macedonia del Nord        | MAT Macedonian Airlines               | 0% (chiusa nel 2009)   |
| Madagascar                | Madagascar Airlines                   | 89,58%                 |
| Malawi                    | Malawi Airlines                       | 51%                    |
| Malaysia                  | Malaysia Airlines                     | 78,14%                 |
| Maldive                   | Maldivian                             | 100%                   |
| Mali                      | Air Mali                              | 12% (sospesa dal 2012) |
| Malta                     | KM Malta Airlines                     | 97,9%                  |
| Marocco                   | Royal Air Maroc                       | 94,38%                 |
| Mauritania                | Mauritania Airlines                   | 10%                    |
| Mauritius                 | Air Mauritius                         | 40,05%                 |
| Messico                   | Aeroméxico                            | 69,51%                 |
| Moldavia                  | Air Moldova                           | 100% (chiusa nel 2023) |
| Mongolia                  | MIAT Mongolian Airlines               | 100%                   |
| Montenegro                | Air Montenegro                        | 100%                   |
| Mozambico                 | LAM Mozambique Airlines               | 80%                    |
| Namibia                   | Air Namibia                           | 25% (chiusa nel 2021)  |
| Nauru                     | Nauru Airlines                        | 100%                   |
| Nepal                     | Nepal Airlines Corporation            | 100%                   |
| Nicaragua                 | Nicaragüense de Aviación              | 51% (chiusa nel 2002)  |
| Niger                     | Niger Airlines                        | 0%                     |
| Nigeria                   | Air Nigeria                           | 0% (chiusa nel 2012)   |
| Norvegia                  | Scandinavian Airlines Norway (SAS)    | 50%                    |
| Nuova Caledonia           | Aircalin                              | 27%                    |
| Nuova Zelanda             | Air New Zealand                       | 76,07%                 |
| Oman                      | Oman Air                              | 33,84%                 |
| Paesi Bassi               | KLM                                   | 5,9%                   |
| Pakistan                  | Pakistan International Airlines (PIA) | 82%                    |
| Palau                     | Palau Airways                         | 0% (chiusa nel 2018)   |
| Palestina                 | Palestinian Airlines                  | 100% (chiusa nel 2020) |
| Panama                    | Copa Airlines                         | 0%                     |
| Papua Nuova Guinea        | Air Niugini                           | 100%                   |
| Paraguay                  | LATAM Airlines Paraguay               | 5,02%                  |
| Perù                      | Star Perú                             |                        |
| Polinesia francese        | Air Tahiti Nui                        | 57,89%                 |
| Polonia                   | LOT Polish Airlines                   | 67,96%                 |
| Portogallo                | TAP Air Portugal                      | 50%                    |
| Qatar                     | Qatar Airways                         | 50%                    |
| RD del Congo              | Congo Airways                         | 0%                     |
| Regno Unito               | British Airways                       | 0%                     |
| Rep. Ceca                 | Czech Airlines                        | 0%                     |
| Rep. del Congo            | Equatorial Congo Airlines             |                        |
| Rep. Centrafricana        | Via Air                               | 0%                     |
| Rep. Dominicana           | Arajet                                | 0%                     |
| La Riunione               | Air Austral                           | 37,72%                 |
| Romania                   | TAROM                                 | 100%                   |
| Ruanda                    | RwandAir                              | 77%                    |
| Russia                    | Aeroflot                              | 51,17%                 |
| Saint Vincent e Grenadine | SVG Air                               | 49%                    |
| Saint-Pierre e Miquelon   | Air Saint-Pierre                      | 0%                     |
| Samoa                     | Samoa Airways                         | 49%                    |
| Senegal                   | Air Senegal                           | 49%                    |
| Serbia                    | Air Serbia                            | 100%                   |
| Seychelles                | Air Seychelles                        | 100%                   |
| Singapore                 | Singapore Airlines                    | 56,76%                 |
| Siria                     | Syrianair                             | 100%                   |
| Slovacchia                | Slovak Airlines                       | 38% (chiusa nel 2007)  |
| Slovenia                  | Adria Airways                         | 0% (chiusa nel 2019)   |
| Spagna                    | Iberia                                | 5,22%                  |
| Sri Lanka                 | SriLankan Airlines                    | 51,05%                 |
| Stati Uniti               | American Airlines                     | 51,18%                 |
| Sudafrica                 | South African Airways                 | 95%                    |
| Sudan                     | Sudan Airways                         | 100%                   |
| Suriname                  | Surinam Airways                       | 100%                   |
| Svezia                    | Scandinavian Airlines Sweden (SAS)    | 50%                    |
| Svizzera                  | Swiss International Air Lines         | 12,5%                  |
| eSwatini                  | Eswatini Air                          | 0%                     |
| São Tomé e Príncipe       | STP Airways                           | 0%                     |
| Tagikistan                | Tajik Air                             | 100%                   |
| Taiwan                    | China Airlines                        | 70,5%                  |
| Tanzania                  | Air Tanzania                          | 100%                   |
| Thailandia                | Thai Airways International            | 72%                    |
| Timor Est                 | Aero Dili                             | 0%                     |
| Trinidad e Tobago         | Caribbean Airlines                    | 100%                   |
| Tunisia                   | Tunisair                              | 74,42%                 |
| Turchia                   | Turkish Airlines                      | 46,43%                 |
| Turkmenistan              | Turkmenistan Airlines                 | 100%                   |
| Uganda                    | Uganda Airlines                       | 100%                   |
| Ucraina                   | Ukraine International Airlines        | 61,1%                  |
| Ungheria                  | Malév Hungarian Airlines              | 95% (chiusa nel 2012)  |
| Uzbekistan                | Uzbekistan Airways                    | 100%                   |
| Vanuatu                   | Air Vanuatu                           | 100%                   |
| Venezuela                 | Conviasa                              | 100%                   |
| Vietnam                   | Vietnam Airlines                      | 100%                   |
| Yemen                     | Yemenia                               | 51%                    |
| Zambia                    | Zambia Airways                        | 100%                   |
| Zimbabwe                  | Air Zimbabwe                          | 100%                   |